# Kazimierz Chrzanowski
Kazimierz Szczepan Chrzanowski (ur. 25 grudnia 1951 w Łaziskach) – polski polityk, poseł na Sejm III, IV i V kadencji.

## Życiorys
W 1987 ukończył studia z politologii na Wydziale Nauk Społeczno-Politycznych Akademii Nauk Społecznych działającej przy KC PZPR. Od 1970 do 1983 pracował w Kombinacie Metalurgicznym w Krakowie Nowej Hucie, początkowo jako robotnik, potem jako rozdzielczy produkcji i kierownik oddziału na walcowni gorącej blach. W tym okresie działał również w Towarzystwie Krzewienia Kultury Fizycznej. Od 1992 do 1997 był asystentem posła Aleksandra Krawczuka.
Od 1973 do rozwiązania należał do Polskiej Zjednoczonej Partii Robotniczej. Był sekretarzem Komitetu Dzielnicowego PZPR Kraków-Nowa Huta. Kierował zarządem miejskim ZSMP. W 1990 współtworzył Socjaldemokrację Rzeczypospolitej Polskiej na terenie województwa krakowskiego, w latach 1996–1999 pełnił funkcję przewodniczącego rady wojewódzkiej i członka władz naczelnych SdRP. Od 1999 działa Sojuszu Lewicy Demokratycznej, został przewodniczącym struktur tej partii w Małopolsce.
W latach 90. był radnym Krakowa oraz sejmiku małopolskiego. Od 1997 do 2007 sprawował mandat posła na Sejm III, IV i V kadencji. W wyborach parlamentarnych w 2005 startował z listy SLD w okręgu krakowskim, uzyskując 11 296 głosów. W przedterminowych wyborach w 2007 bez powodzenia ubiegał się o reelekcję z listy Lewicy i Demokratów. 31 marca 2012 został wybrany na przewodniczącego krakowskiego SLD. Zastąpił Grzegorza Gondka, którego pokonał w drugiej turze wyborów. W 2014 powrócił do krakowskiej rady miasta z ramienia komitetu Jacka Majchrowskiego Przyjazny Kraków; mandat radnego utrzymał również w 2018.
Wyróżniony Medalem im. dr. Henryka Jordana, otrzymał także Srebrną Odznakę „Za Zasługi dla Ziemi Krakowskiej”.
Żonaty, ma dwoje dzieci.